# Colegio Militar Leoncio Prado
Colegio Militar Leoncio Prado är en utbildningsanstalt i Callao, Peru, som skapades den 27 augusti 1943, genom ett dekret av presidenten Manuel Prado Ugarteche och utbildningsministern Elías La Rosa. Skolan är känd över hela världen tack vare den flerfaldigt översatta romanen Staden och hundarna av den peruanske författaren Mario Vargas Llosa.
Den 18 januari 1944 fick skolan namnet Leoncio Prado och den 15 juli samma år invigdes officiellt det akademiska arbetet. Skolans första rektor var överste José del Carmen Marín Arista med doktor Manuel Velasco Alvarado som studierektor.

## Lokaler
Lokalerna har alltid bestått av kasernen Guardia Chalaca som byggdes 1932 och lades ned 1944, då man beslöt att CMLP skulle fungera där. När undervisningen började bestod lokalerna bara av två paviljonger utan dörrar och fönster. Under tidens gång har lokalerna kompletterats med kök, matsal, sovsalar, sjukstuga, laboratorier, administrativa lokaler, aula, simbassäng, sportfält, bibliotek, klubbhus, gymnastiksal, verkstäder och en teaterlokal.
Tack vare skolans samtida historiska betydelse genom att vara känd genom Vargas Llosas roman, utsågs den 2009 till ”Perus emblematiska skola” vilket betytt att ekonomin kunnat förbättras genom bidrag till renovering, ombyggnad och modernisering.

## Adress
Skolan är belägen vid gränsen mellan Callao och San Migueldistriktet, vid Avenida Costanera 1541, La Perla, Callao.

## Fotnoter och källor
1. ↑   Decreto de creación del Colegio Arkiverad 18 februari 2008 hämtat från the Wayback Machine.(spanska)